# Донггі
Донггі – виявлене на східному півострові індонезійського острова Сулавесі газове родовище, яке належить до басейну Банггай-Сула.
Родовище відкрили у 2001 році на блоці Матіндок шляхом спорудження розвідувальної свердловини Donggi-1, яка досягнула глибини 2498 метрів та показала на тестуванні результат від 0,27 до 0,55 млн м3 газу на добу. В подальшому розміри відкриття уточнили за допомогою кількох оціночних свердловин.
Поклади вуглеводнів родовища пов’язані із карбонатними відкладами міоцену, покрівлю для яких утворили моласи пліо-плейстоцену.
Розробка Донггі певний час не могла бути розпочата через відсутність у регіоні газотранспортної інфраструктури. Втім, відкриття неподалік інших родовищ дозволило у підсумку реалізувати проект спорудження заводу зі зрідження природного газу Донггі-Сеноро ЗПГ, який став до ладу у 2015 році. Доставку видобутого ресурсу на завод організували за допомогою трубопроводу Донггі – Сеноро – DSLNG.
Установку підготовки родовища Донггі ввели в експлуатацію у 2016 році. Вона має добову потужність у 1,4 млн м3 і також повинна обслуговувати родовище-сателіт Мінахакі. При цьому план розробки передбачав введення в дію чотирьох наявних та спорудження чотирьох додаткових свердловин.
За первісними оцінками запаси Донггі мали становити 76 млрд м3 газу, втім, на початку проекту розробки блоку Матіндок його сукупні підтверджені запаси визначили як 24,1 млрд м3, з яких 13,8 млрд м3 припадало на родовище Матіндок.
Розробку Донггі веде державна компанія Pertamina.